# Lijst van Ämter in Mecklenburg-Voor-Pommeren
Deze lijst van Ämter in Mecklenburg-Voor-Pommeren geeft een overzicht van alle Ämter in de Duitse deelstaat Mecklenburg-Voor-Pommeren.
Van de 740 zelfstandige steden en gemeenten in Mecklenburg-Voor-Pommeren behoren er 778 tot een van de 78 Ämter.(stand 01-01-2013)

Kaart van de Ämter in Mecklenburg-Voor-Pommeren

| Amt                                  | District                              |
| ------------------------------------ | ------------------------------------- |
| Amt Altenpleen                       | Landkreis Vorpommern-Rügen            |
| Amt Am Peenestrom                    | Landkreis Vorpommern-Greifswald       |
| Amt Am Stettiner Haff                | Landkreis Vorpommern-Greifswald       |
| Amt Anklam-Land                      | Landkreis Vorpommern-Greifswald       |
| Amt Bad Doberan-Land                 | Landkreis Rostock                     |
| Amt Banzkow                          | Landkreis Ludwigslust-Parchim         |
| Amt Barth                            | Landkreis Vorpommern-Rügen            |
| Amt Bergen auf Rügen                 | Landkreis Vorpommern-Rügen            |
| Amt Boizenburg-Land                  | Landkreis Ludwigslust-Parchim         |
| Amt Bützow-Land                      | Landkreis Rostock                     |
| Amt Carbäk                           | Landkreis Rostock                     |
| Amt Crivitz                          | Landkreis Ludwigslust-Parchim         |
| Amt Darß/Fischland                   | Landkreis Vorpommern-Rügen            |
| Amt Demmin-Land                      | Landkreis Mecklenburgische Seenplatte |
| Amt Dömitz-Malliß                    | Landkreis Ludwigslust-Parchim         |
| Amt Dorf Mecklenburg-Bad Kleinen     | Landkreis Nordwestmecklenburg         |
| Amt Eldenburg Lübz                   | Landkreis Ludwigslust-Parchim         |
| Amt Franzburg-Richtenberg            | Landkreis Vorpommern-Rügen            |
| Amt Friedland                        | Landkreis Mecklenburgische Seenplatte |
| Amt Gadebusch                        | Landkreis Nordwestmecklenburg         |
| Amt Gnoien                           | Landkreis Rostock                     |
| Amt Goldberg-Mildenitz               | Landkreis Ludwigslust-Parchim         |
| Amt Grabow                           | Landkreis Ludwigslust-Parchim         |
| Amt Grevesmühlen-Land*               | Landkreis Nordwestmecklenburg         |
| Amt Güstrow-Land                     | Landkreis Rostock                     |
| Amt Hagenow-Land                     | Landkreis Ludwigslust-Parchim         |
| Amt Jarmen-Tutow                     | Landkreis Vorpommern-Greifswald       |
| Amt Klützer Winkel                   | Landkreis Nordwestmecklenburg         |
| Amt Krakow am See                    | Landkreis Rostock                     |
| Amt Laage                            | Landkreis Rostock                     |
| Amt Landhagen                        | Landkreis Vorpommern-Greifswald       |
| Amt Löcknitz-Penkun                  | Landkreis Vorpommern-Greifswald       |
| Amt Lubmin                           | Landkreis Vorpommern-Greifswald       |
| Amt Ludwigslust-Land                 | Landkreis Ludwigslust-Parchim         |
| Amt Lützow-Lübstorf                  | Landkreis Nordwestmecklenburg         |
| Amt Malchin am Kummerower See        | Landkreis Mecklenburgische Seenplatte |
| Amt Malchow                          | Landkreis Mecklenburgische Seenplatte |
| Amt Mecklenburgische Kleinseenplatte | Landkreis Mecklenburgische Seenplatte |
| Amt Mecklenburgische Schweiz         | Landkreis Rostock                     |
| Amt Miltzow                          | Landkreis Vorpommern-Rügen            |
| Amt Mönchgut-Granitz                 | Landkreis Vorpommern-Rügen            |
| Amt Neubukow-Salzhaff                | Landkreis Rostock                     |
| Amt Neuburg                          | Landkreis Nordwestmecklenburg         |
| Amt Neukloster-Warin                 | Landkreis Nordwestmecklenburg         |
| Amt Neustadt-Glewe                   | Landkreis Ludwigslust-Parchim         |
| Amt Neustrelitz-Land                 | Landkreis Mecklenburgische Seenplatte |
| Amt Neverin                          | Landkreis Mecklenburgische Seenplatte |
| Amt Niepars                          | Landkreis Vorpommern-Rügen            |
| Amt Nord-Rügen                       | Landkreis Vorpommern-Rügen            |
| Amt Ostufer Schweriner See           | Landkreis Ludwigslust-Parchim         |
| Amt Parchimer Umland                 | Landkreis Ludwigslust-Parchim         |
| Amt Peenetal/Loitz                   | Landkreis Vorpommern-Greifswald       |
| Amt Penzliner Land                   | Landkreis Mecklenburgische Seenplatte |
| Amt Plau am See                      | Landkreis Ludwigslust-Parchim         |
| Amt Recknitz-Trebeltal               | Landkreis Vorpommern-Rügen            |
| Amt Rehna                            | Landkreis Nordwestmecklenburg         |
| Amt Ribnitz-Damgarten                | Landkreis Vorpommern-Rügen            |
| Amt Röbel-Müritz                     | Landkreis Mecklenburgische Seenplatte |
| Amt Rostocker Heide                  | Landkreis Rostock                     |
| Amt Schönberger Land                 | Landkreis Nordwestmecklenburg         |
| Amt Schwaan                          | Landkreis Rostock                     |
| Amt Seenlandschaft Waren             | Landkreis Mecklenburgische Seenplatte |
| Amt Stargarder Land                  | Landkreis Mecklenburgische Seenplatte |
| Amt Stavenhagen                      | Landkreis Mecklenburgische Seenplatte |
| Amt Sternberger Seenlandschaft       | Landkreis Ludwigslust-Parchim         |
| Amt Stralendorf                      | Landkreis Ludwigslust-Parchim         |
| Amt Tessin                           | Landkreis Rostock                     |
| Amt Torgelow-Ferdinandshof           | Landkreis Vorpommern-Greifswald       |
| Amt Treptower Tollensewinkel         | Landkreis Mecklenburgische Seenplatte |
| Amt Uecker-Randow-Tal                | Landkreis Vorpommern-Greifswald       |
| Amt Usedom-Nord                      | Landkreis Vorpommern-Greifswald       |
| Amt Usedom-Süd                       | Landkreis Vorpommern-Greifswald       |
| Amt Warnow-West                      | Landkreis Rostock                     |
| Amt West-Rügen                       | Landkreis Vorpommern-Rügen            |
| Amt Wittenburg                       | Landkreis Ludwigslust-Parchim         |
| Amt Woldegk                          | Landkreis Mecklenburgische Seenplatte |
| Amt Zarrentin                        | Landkreis Ludwigslust-Parchim         |
| Amt Züssow                           | Landkreis Vorpommern-Greifswald       |

* De amtsvrije stad Grevesmühlen vormt samen met het Amt Grevesmühlen-Land een Verwaltungsgemeinschaft.